# Jugoslávská muslimská organizace
Jugoslávská (možno přeložit i jako Jihoslovanská) muslimská organizace (srbochorvatsky/bosensky Jugoslavenska muslimanska organizacija, v srbském prostředí známá jako Jugoslovenska muslimanska organizacija/Југословенска муслиманска организација, JMO, kolokviálně též spahinovci) byla politickou stranou bosenskohercegovských muslimů v období Království Srbů, Chorvatů a Slovinců (od roku 1929 Jugoslávie), která byla založena na zakládacím sjezdu mezi 14. a 17. únorem 1919 a definitivně zanikla po německé agresi na Jugoslávii v dubnu 1941.

## Dějiny

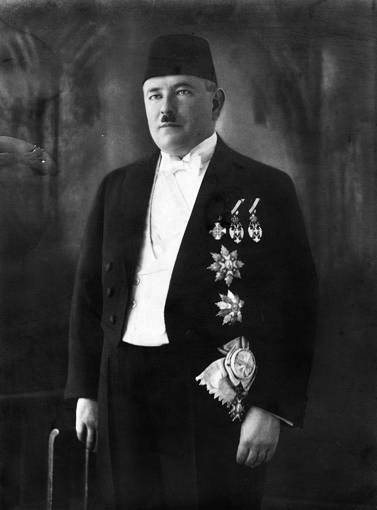
Mehmed Spaho, dlouholetý předseda JMO

Strana vznikla na začátku roku 1919 v reakci na sociální a etnické nepokoje v Bosně a Hercegovině, které byly namířeny proti muslimským velkostatkářům a slovanským muslimům jako celku. Přestože se hnutí rétoricky vyslovovalo pro decentralizaci jihoslovanského státu a samosprávu Bosny a Hercegoviny a jejích muslimů, často spolupracovalo i s centralistickými politickými silami v Jugoslávii (konkrétně v letech 1924, 1927–1929 a 1935–1941).
V prvních parlamentních volbách do ústavodárného shromáždění Království Srbů, Chorvatů a Slovinců 28. listopadu 1920 JMO získala 6,9 % hlasů a 24 mandátů. Následně 18. března 1923 v řádných parlamentních volbách, kdy došlo k významnému rozkolu v muslimském táboře, její podpora klesla na 5,2 % a 18 mandátů (při účasti 77,8 % voličů v Bosně a Hercegovině). Nato ve volbách 8. února 1925 mírně posílila na 5,4 %, ale mandátů získala jen 15 (při účasti 82,7 % voličů v Bosně a Hercegovině). Do posledních voleb před zavedením královské diktatury 11. září 1927 šla částečně v koalici s Demokratickou stranou, a to pod názvem Demokratické společenství (Demokratska zajednica). Tato spolupráce nebyla příliš úspěšná, zejména pro Demokratickou stranu, byť JMO obdržela 18 mandátů (9 na samostatných kandidátkách a 9 na kandidátce Demokratického společenství v Bosně a Hercegovině a nadto 1 mandát ve zvečansko-rašském okruhu).
Po zavedení královské diktatury roku 1929 byla strana úředně rozpuštěna, neformálně ale fungovala i nadále. Po volbách 5. května 1935 se stala jednou ze tří komponent hnutí zvaného Jugoslávské radikální společenství (Jugoslovenska radikalna zajednica, JRZ).
Prvním předsedou strany byl zvolen duchovní Ibrahim-efendija Maglajlić. Po rozkolu uvnitř hnutí roku 1922, kdy se diskutovalo o podpoře další centralizace státu, se do jejího čela dostal právník a zastánce autonomie Bosny a Hercegoviny dr. Mehmed Spaho, který ji vedl až do své smrti roku 1939. Posledním předsedou byl právník dr. Džafer Kulenović, jenž se po několikaměsíčním váhání na podzim 1941 zapojil do struktur fašistického Nezávislého státu Chorvatsko.

## Výsledky parlamentních voleb v letech 1920–1927
| subjekt                        | 1920             | 1923             | 1925             | 1927                        |
| ------------------------------ | ---------------- | ---------------- | ---------------- | --------------------------- |
| JMO                            | 110 895 (98,3 %) | 112 228 (90,6 %) | 127 690 (98,8 %) | (v koalici) 125 121 (100 %) |
| Muslimanska težačka stranka    | 1 118 (0,9 %)    | –                | –                | –                           |
| Nezavisna lista Š. Arnautovića | 449 (0,3 %)      | –                | –                | –                           |
| Muslimanska narodna stranka    | 306 (0,3 %)      | –                | –                | –                           |
| Narodna muslimanska stranka    | –                | –                | 1 463 (1,1 %)    | –                           |
| Nezavisna muslimanska stranka  | –                | 1 361 (1,1 %)    | –                | –                           |
| JMNO                           | –                | 10 266 (8,3 %)   | –                | –                           |

* Muslimanska težačka stranka (Muslimská malorolnická strana) byla založena v březnu 1920 Šefkijou Gluhićem a Šukrijou Kurtovićem. Její exponenti se nacionálně deklarovali jako Srbové, politicky měli blízko k Demokratické straně Ljubomira Davidoviće. * Nezavisna lista (Nezávislá kandidátka) Šerifa Arnautoviće, jinak také Muslimanski radikali (Muslimští radikálové), vyznávala srbskou nacionální ideologii a měla blízko k Národní radikální straně Nikoly Pašiće. * Muslimanska narodna stranka (Muslimská národní strana) vznikla v březnu 1920 na podnět Safvet-bega Bašagiće a chtěla hájit zájmu muslimských velkostatkářů při probíhající pozemkové reformě. * Jugoslavenska muslimanska narodna organizacija (Jugoslávská muslimská národní organizace) vznikla odštěpením od JMO v červnu 1922. V jejím čle stáli Ibrahim Maglajlić, Hamdija Karamehmedović a Sakib Korkut, kteří měli blízko k pozicím bělehradské vlády. * Nezavisna muslimanska stranka (Samostatná muslimská strana) je souborný název pro kandidátky tvořené odpadlíky z JMO, např. Suljagou Salihagićem a Hamdijou Afganem v Banja Luce. * Narodna muslimanska stranka (Národní muslimská strana) vznikla krátce před volbami 1925 a měla spojit osobní nepřátele Mehmeda Spaha a muslimy nakloněné národním radikálům, mj. Suljagu Salihagiće, Mustafu Halilbašiće, Sulejmana Hafizoviće, Muhameda Biščeviće, ale i Šerifa Arnautoviće a Šemsu Salihbegoviće.
| subjekt                   | 1920             | 1923             | 1925             | 1927             |
| ------------------------- | ---------------- | ---------------- | ---------------- | ---------------- |
| Narodna radikalna stranka | 59 443 (18,0 %)  | 92 623 (24,4 %)  | 183 308 (37,1 %) | 111 671 (27,5 %) |
| JMO                       | 110 895 (33,5 %) | 112 228 (32,0 %) | 127 690 (29,9 %) | 125 121 (30,8 %) |
| Hrvatska težačka stranka  | 38 400 (16,6 %)  | –                | –                | –                |
| Hrvatska pučka stranka    | 32 774 (6,3 %)   | 3 735 (1,0 %)    | 1 782 (0,4 %)    | 6 835 (1,7 %)    |
| Hrvatska seljačka stranka | –                | 68 013 (17,9 %)  | 83 387 (19,5 %)  | 68 840 (16,9 %)  |
| Savez zemljoradnika       | 55 108 (16,6 %)  | 58 562 (15,4 %)  | 26 326 (6,2 %)   | 56 880 (13,9 %)  |
| Demokratska stranka       | 18 500 (5,6 %)   | 13 681 (3,6 %)   | 4 871 (1,2 %)    | 6 436 (1,6 %)    |

| subjekt                                              | 1920 | 1923 | 1925 | 1927 |
| ---------------------------------------------------- | ---- | ---- | ---- | ---- |
| (Jugoslovenska) demokratska partija                  | 92   | 51   | 36   | 59   |
| Nacionalni blok (Samostalna demokratska stranka-NRS) | -    | -    | 31   | -    |
| Samostalna demokratska stranka                       | -    | -    | -    | 22   |
| Narodna radikalna stranka                            | 91   | 108  | 123  | 112  |
| Komunistička partija Jugoslavije                     | 58   | -    | -    | -    |
| Hrvatska pučka/republikanska seljačka stranka        | 50   | 70   | 67   | 61   |
| Savez zemljoradnika(-Samostalna seljačka stranka)    | 39   | 10   | 4    | 9    |
| JMO                                                  | 24   | 18   | 15   | 18   |
| Slovenska ljudska stranka                            | 14   | -    | 20   | 20   |
| Slovenska ljudska stranka-Hrvatska pučka stranka     | -    | 21   | -    | -    |
| Hrvatska pučka i Bunjevačko-šokačka stranka          | 13   | -    | -    | -    |
| Jugoslovenska socijaldemokratska stranka             | 10   | 2    | 0    | 1    |
| Džemijet–Cemiyet–Xhemijeti                           | 8    | 14   | 0    | -    |
| celkem                                               | 419  | 312  | 315  | 315  |

## Poslanecké mandáty
Prozatímní národní zastupitelstvo (Privremeno narodno predstavništvo) 1. 3. 1919 — 28. 11. 1920 – 11 muslimských poslanců
- delegáty z Bosny a Hercegoviny jmenoval Hlavní odbor Národní rady S. Ch. S. pro Bosnu a Hercegovinu: dr. Mehmed Spaho (ministr, dodatečně podpořen JMO), Halid-beg Hrasnica (nominován JMO), další byli sympatizanci Demokratické strany kolem listu Jednakost (Rovnost) Hamid Svrzo, Šefkija Gluhić, Ahmet Salihbegović, dr. Ejub Mujezinović, Suljaga Salihbegović, Ibrahim Sarić, Mehmed Zečević, hadži Mahmud Džinić a Šukrija Kurtović

po volbách 1920 do konstituanty (Ustavotvorna skupština Kraljevine SHS) – 24 muslimských poslanců JMO
- Ahmed Kovačević, obchodník z Lukavce, Ahmed Šerić, novinář ze Sarajeva, Derviš Omerović, soudce v Žepče, dr. Mehmed Spaho, tajemník Obchodní a živnostenské komory, dr. Hamdija Karamehmedović, lékař ze Sarajeva, Mujo Šehović, rolník z Orahovice, Osman Vilović, starosta Tuzly, Sakib Korkut, sarajevský novinář, Velija Sadović, pedagog, Seid Ali-beg Filipović, statkář, Salih Baljić, pedagog z Mostaru, dr. Halid-beg Hrasnica, advokát ze Sarajeva, dr. Atif Hadžikadić, pedagog, Husein Mašić, soudce, Mustafa-beg Kapetanović, soudce, Hamzalija Ajanović, pedagog z Tešnje, Hamid Kurbegović, statkář z města Donji Vakuf, Hasan Miljković, starosta obce Velika Kladuša, Ibrahim Maglajlić, tuzlanský muftí, Nurija Pozderac, bankovní úředník, Husein Karabegović, soudce (později jej nahradil Fehim Kurbegović), Husein Alić, pedagog, dr. Džafer Kulenović, advokátní písař z Bihaće, Šemsudin Sarajlić, sarajevský úředník a spisovatel[6]
- Další muslimové, ale mimo JMO, byli zvoleni vně Bosny a Hercegoviny. Za Prijepoljsko-pljevljansko-bjelopoljsko-beranský okruh Mustafa Salihbegović, muftí v obci Bijelo Polje. Za Zvečansko-rašský okruh Mehmed Alija Mahmutović (Džemijet), muftí v obci Novi Pazar a Edhem Bulbulović (KPJ), student ze Sarajeva.
- V druhé polovině roku 1921 se poslanecký klub JMO rozštěpil na dvě skupiny, na tzv. (provládní) pravici a (protivládní) levici:
  - skupina Ibrahim Maglajlić-Hamdija Karamehmedović-Sakib Korkut popodrující centralizované uspořádání země a spolupráci s vládou: Osman Vilović, Derviš Omerović, Fehim Kurbegović, Velija Sadović, Seid Ali-beg Filipović, Mujo Šehović, Ahmed Šerić, Ahmed Kovačević a Šemsudin Sarajlić → roku 1922 založili Jugoslávskou muslimskou národní organizaci
  - skupina Mehmed Spaho-Atif Hadžikadić-Salih Baljić podporující decentralizaci země (autonomii Bosny a Hercegoviny) a podmínečnou spolupráci s vládou: Hamid Kurbegović, Husein Mašić, Mustafa-beg Kapetanović, Husein Alić, Hasan Miljković, Nurija Pozderac, Hamzalija Ajanović, Halid-beg Hrasnica
  - neutrální: Džafer Kulenović (jako jediný nehlasoval pro přijetí Vidovdanské ústavy roku 1921)

po volbách 1923 – 18 muslimských poslanců JMO
- dr. Mehmed Spaho, dr. Halid-beg Hrasnica, Ismet-beg Gavrankapetanović, Husein Alić, Mahmud-beg Hrasnica, Hamid Kurbegović, Sulejman Alečković, dr. Džafer Kulenović, Hasan Miljković, dr. Abdullah Bukvica, dr. Atif Hadžikadić, Edhem Mulabdić, Hifzi-beg Đumišić, Husein Ćumavić, Salih Baljić, dr. Šefkija Behmen, Hamzalija Ajanović, Mustafa-beg Kapetanović[7]
- Další muslimové, ale mimo JMO, byli zvoleni vně Bosny a Hercegoviny. Za Prijepoljsko-pljevljansko-bjelopoljsko-beranský okruh Derviš Šećerkadić (Džemijet), muftí v obci Pljevlja. Za Zvečansko-rašský okruh Aćif Ahmetović (Džemijet), obchodník, Ferhat-beg Ali Draga (Džemijet), průmyslník, Rifat Rušid (Džemijet), rentiér, a Šaban Mustafa (Džemijet), obchodník.

po volbách 1925 – 15 muslimských poslanců JMO
- dr. Mehmed Spaho, ministr, dr. Šefkija Behmen, advokát, Ismet-beg Gavrankapetanović, starosta v penzi, dr. Halid Hrasnica, ministr, Salih Baljić, pedagog, dr. Atif Hadžikadić, pedagog v penzi, Edhem Mulabdić, školní inspektor, Husein Ćumavić, obchodník, dr. Abdullah Bukvica, lékař, dr. Džafer Kulenović, advokát, Husein Karabegović, soudce, Hamzalija Ajanović (zemřel 1925), bývalý poslanec, Husein Alić, pedagog, Hasan Miljković, starosta, Nurija Pozderac, statkář[8]
- Další muslimové, ale mimo JMO, byli zvoleni vně Bosny a Hercegoviny. Za Prijepoljsko-pljevljansko-bjelopoljsko-beranský okruh Husejin Jusufspahić (Radikálové), statkář.

po volbách 1927 – 18 muslimských poslanců JMO
- Sarajevský volební okruh: dr. Halid Hrasnica, Ismet-beg Gavrankapetanović, dr. Šefkija Behmen, Ragib Čapljić
- Mostarský volební okruh: Salih Baljić, Alija Salihkadić
- Travnický volební okruh: dr. Džafer Kulenović, Hamid Kurbegović
- Tuzlanský volební okruh: dr. Atif Hadžikadić, Edhem Mulabdić, dr. Mahmud Behmen, dr. Abdullah Bukvica, Husein Ćumavić
- Banjalucký volební okruh: Mustafa-beg Kapetanović
- Bihaćský volební okruh: Husein Alić, Hasan Miljković, Nurija Pozderac
- Rašsko-zvečanský okruh: dr. Mehmed Spaho
- Prijepoljsko-pljevljansko-bjelopoljsko-beranský okruh: Muhamed Hašimbegović (Demokraté), obchodník

po volbách 1931 (strana oficiálně neexistuje, jednotná vládní kandidátka generála Petra Živkoviće) – 10 muslimských poslanců
- Drinská bánovina: Alija Selmanagić (Srebrenica), Đulaga Dervišević (Žepče), Hazim Čohadžić (Fojnica), dr. Avdo Hasanbegović (Tuzla), Husejn Kadić (Čajniče), Omer Kajmaković (Travnik)
- Zetská bánovina: Šukrija Kurtović (Foča a Pljevlja)
- Přímořská bánovina: Mustafa Mulalić (Livno), Salih Baljić (Konjic a Prozor)
- Vrbaská bánovina: Hasan Toromanović (Cazin)

po volbách 1935 (součást Jugoslávské národní strany nebo Mačkovy kandidátky) – 18 muslimských poslanců
- Drinská bánovina: Muhamed Prejlubović (Kladanj, Maček), Ragib Čapljić (Rogatica, Maček), Husein Ćumović (Zvornik, Maček), Avdo Hasanbegović (Tuzla, JNS), Ismet-beg Gavrankapetanović (Čajniče, Maček), dr. Džafer Kulenović (Žepče, Maček), Mustafa Mulalić (Gračanica, JNS), Osman Muradbašić (Maglaj, Maček), Ibrahim Sarić (Sarajevo, JNS)
- Zetská bánovina: Mustafa Durgutović (Orahovac, JNS), Šukrija Kurtović (Foča, JNS)
- Přímořská bánovina: dr. Sulejman Hafizadić (Travnik, Maček), Alija Kadić (?, Maček), Muhamed Riđanović (?, Maček)
- Vrbaská bánovina: Hamid Kurbegović (Jajce, Maček), Abdulah Ibrahimpašić (Bihać, Maček), Nurija Pozderac (Cazin, Maček)
- Moravska banovina: Šerif Bećirović (Vučitrn, JNS)

po volbách 1938 (součást Jugoslávského radikální společenství, JRZ, nebo Bloku národní svornosti) – 21 muslimských poslanců
- Drinská bánovina: dr. Mehmed Spaho (Sarajevo+Tuzla, JRZ), dr. Šefkija Behmen (Visoko, JRZ), Asim Šeremet (Višegrad, JRZ), dr. Džafer Kulenović (Žepče+Gradačac ve Vrbaské bánovině, JRZ), Nezir Spahić (Zenica, JRZ), Ismet Gavrankapetanović (Čajniče+Foča v Přímořské bánovině, JRZ), Zuhdija Hasanefendić (Vlasenica, JRZ), Husein Ćumović (Zvornik, JRZ), Avdo Salihbegović (Kladanj, JRZ), Ismet Bektašević (Srebrenica, JRZ)
- Zetská bánovina: Jusuf Ćorović (Bijelo Polje, JRZ), Muhamed Hašimbegović (Mileševa, JRZ), Adem Marmulaković (Istok, JRZ), Mustafa Durgutović (Podrim, JRZ), Šefkija Selmanović (Pljevlja, JRZ)?
- Přímořská bánovina: Hivzija Gavrankapetanović (Konjic+Rogatica v Drinské bánovině, JRZ)
- Vrbaská bánovina: dr. Hamid Efendić (Gračanica, JRZ), Bećir Đonlagić (Tešanj, JRZ), dr. Islam Filipović (Jajce, za Blok, HSS), Fetah Krupić (B. Krupa, JRZ), Nurija Pozderac (Cazin, JRZ)

## Obecní a oblastní volby
Dne 23. ledna 1927 se v Království Srbů, Chorvatů a Slovinců uskutečnily volby do oblastních zastupitelstev, jejichž relativním vítězem na území Bosny a Hercegoviny s 27,4 % byla Jugoslávská muslimská organizace.
- celkové výsledky v 6 oblastech na území Bosny a Hercegoviny: 190 mandátů (52 JMO, 47 Národní radikální strana, 36 Chorvatská selská strana, 28 Zemědělský svaz, 15 Demokratická strana, 10 Samostatná demokratická strana, 1 Nezávislí radikálové a 1 Sdružená opozice)

Dne 9. prosince 1928 se v Království Srbů, Chorvatů a Slovinců uskutečnily volby do obecních zastupitelstev, jejichž relativním vítězem na území Bosny a Hercegovinys 32,8 % byla Jugoslávská muslimská organizace. Oficiální přepočet mandátů není zřejmě přesný.
- celkové výsledky v 6 oblastech na území Bosny a Hercegoviny: 4470 mandátů (1466 JMO, 1357 Národní radikální strana, 749 Chorvatská selská strana, 454 Zemědělský svaz, 182 Rolnicko-demokratická koalice, 123 Demokratická strana, 74 Samostatná demokratická strana, 31 místní muslimské kandidátky, 15 vyloučení členové JMO, 9 nestranické kandidátky, 6 socialisté a 4 dělnické kandidátky)

## Senátní volby
3. ledna 1932
- Vrabaská bánovina: 3 mandáty, z toho 1 muslim Asim Alibegović
- Drinská bánovina: 5 mandátů, z toho 1 muslim Šerif Arnautović
- kooptováni 1932 Salim Muftić, Osman Vilović (původně člen JMO, od 1922 JMNO, pak v Národní radikální straně) a dr. Hamdija Karamehmedović (původně člen JMO, od 1922 zřejmě v JMNO, od 1929 podporovatel královské diktatury)

3. února 1935
- Vrabaská bánovina: 2 mandáty, z toho 1 muslim Asim Alibegović
- kooptováni 1936 dr. Mehmed Spaho (člen JMO) a Halid-beg Hrasnica (člen JMO)

6. února 1938
- Drinská bánovina: 2 mandáty, z toho 1 muslim Uzeir Hadžihasanović (člen JMO)
- kooptován Husaga Ćišić (člen JMO)

12. listopadu 1939
- Vrabaská bánovina: 3 mandáty, z toho 1 muslim Nurija Pozderac (člen JMO)
- Drinská bánovina: 5 mandátů, z toho 1 muslim Uzeir Hadžihasanović (člen JMO)
- Chorvatská bánovina: 13 mandátů, z toho 1 muslim Islam Filipović (člen JMO, od 1935 představitel opozice a Chorvatské selské strany)
- kooptován 1939 dr. Džafer Kulenović (člen JMO)

## Účast muslimů ve vládě
- 1. vláda Stojana Protiće (20. prosince 1918–16. srpna 1919),
  - Mehmed Spaho: ministr lesního hospodářství a hornictví (do 23. 2. 1919) za JMO
  - Šefkija Gluhić: ministr zemědělství (od 2. 4. 1919), nebyl členem JMO
- 14. vláda Nikoly Pašiće (26. března 1921–24. prosince 1921)
  - Mehmed Spaho: ministr obchodu a průmyslu, za JMO
  - Hamdija Karamehmedović: ministr zdravotnictví, za JMO
- 15. vláda Nikoly Pašiće (24. prosince 1921–16. prosince 1922)
  - Mehmed Spaho: ministr obchodu a průmyslu (do 3. 3. 1922), za JMO, po něm Osman Vilović
  - Hamdija Karamehmedović: ministr zdravotnictví (do 3. 3. 1922), za JMO. po něm Derviš Omerović
- 3. vláda Ljubomira Davidoviće (27. července–6. listopadu 1924)
  - Mehmed Spaho: ministr financí, za JMO
  - Halid-beg Hrasnica: ministr spravedlnosti, za JMO
  - Šefkija Behmen: ministr sociální politiky a zástupce ministra národního zdraví, za JMO
- 1. vláda Velimira Vukičeviće (17. dubna 1927–23. února 1928)
  - Mehmed Spaho: ministr obchodu a průmyslu, za JMO
- 2. vláda Velimira Vukičeviće (23. února 1928–27. července 1928)
  - Mehmed Spaho: ministr obchodu a průmyslu, za JMO
- vláda Antona Korošce (27. července 1928–6. ledna 1929)
  - Mehmed Spaho: ministr obchodu a průmyslu, za JMO
- 1. vláda Petra Živkoviće (6. ledna 1929–3. září 1931)
  - bezpartijní Avdo Hasanbegović: ministr bez portfeje (od 2. 9. 1931)
- 2. vláda Petra Živkoviće (3. září 1931–5. ledna 1932)
  - bezpartijní Avdo Hasanbegović: ministr bez portfeje
- 1. vláda Milana Srškiće (2. července 1932–5. listopadu 1932)
  - bezpartijní Hamdija Karamehmedović: ministr bez portfeje
- 2. vláda Milana Srškiće (5. listopadu 1932–21. prosince 1938)
  - bezpartijní Hamdija Karamehmedović: ministr bez portfeje
- 1. vláda Milana Stojadinoviće (24. června 1935–7. března 1936)
  - Mehmed Spaho: ministr dopravy
  - Šefkija Behmen: ministr bez portfeje
- 2. vláda Milana Stojadinoviće (7. března 1935–21. prosince 1938)
  - Mehmed Spaho: ministr dopravy
  - Šefkija Behmen: ministr bez portfeje (do 14. 5. 1938), po něm Džafer Kulenović
- 3. vláda Milana Stojadinoviće (21. prosince 1938–5. února 1939)
  - Mehmed Spaho: ministr dopravy
  - Džafer Kulenović: ministr bez portfeje
- 1. vláda Dragiši Cvetkoviće (5. února 1939–26. srpna 1939)
  - Mehmed Spaho: ministr dopravy (do 29. 6. 1939), po něm Džafer Kulenović
  - Džafer Kulenović: ministr bez portfeje

## Působení v orgánech Nezávislého státu Chorvatsko
Vláda Nezávislého státu Chorvatsko (12 ministerstev)
- Mehmed Alajbegović: ministr péče o postižené oblasti (11. 10. 1943–5. 5. 1944), ministr zahraničí (5. 5. 1944–květen 1945)
- Hilmija Bešlagić: ministr dopravy a veřejných prací (1. 7. 1941–11. 10. 1943)
- Džafer Kulenović: místopředseda vlády (7. 11. 1941–květen 1945)
- Osman Kulenović: místopředseda vlády (16. 4. 1941–7. 11. 1941)
- Meho Mehičić: ministr péče o postižené oblasti (5. 5. 1944–květen 1945)

Chorvatský státní sněm (jmenováni a kooptováni, celkem 160 členů), první zasedání 23. ledna 1942 v Záhřebu
- Ismet-beg Begtašević (statkář z Glogovy, Srebrenica), Ferid-beg Cerić (statkář, Bosanski Novi), Husein Ćumović (statkář, Zvornik), Bećir Đonlagić (obchodník, Tešanj), Hivzija Gavrankapetanović (právník, Sarajevo), Ismet Gavrankapetanović (župan, Sarajevo), Zuladija Hasanefendić (statkář, Vlasenica), Fetah Krupić (statkář, Bosanska Krupa), Ibrahim Krupić (zvěrolékař, Žepče), Mesud Kulenović (novinář, Banja Luka), Hamid Kurbegović (statkář, Donji Vakuf), Adem-aga Mešić (statkář a obchodník, Tešanj), Muhamed Omerčić (pověřenec, Tuzla), Nezir Spahić (starosta, Orahovica), Hamdija Šahinpašić (Rogatica), Alija Šuljak, Mujaga Tafro (statkář, Foča)

## Tiskový orgán
Tiskovým orgánem strany byl list Pravda (Spravedlnost), nejčastěji týdeník, který vycházel pod různými jmény v Sarajevu v letech 1919–1929 a 1936–1941 (roč. 1, č. 1, 22. února 1919–roč. 11, č. 1, 4. ledna 1929; roč. 12, č. 1, 2. února 1936–roč. 17, 1941).
Jistý čas, konkrétně od 28. května 1925 do 26. ledna 1926, kvůli úřednímu zákazu Pravdy tiskový orgán vycházel pod názvem Glasnik Jugoslavenske muslimanske organizacije (červenec 1925), a nato Novi glasnik Jugoslavenske muslimanske organizacije (oba, roč. 1, č. 1, 14. července 1925–roč. 2, č. 3, 19. ledna 1926). Další úřední zákaz přišel po zavedení královské diktatury v Jugoslávii v lednu 1929 a trval až do roku 1936, kdy JMO už jistý čas působila ve vládě a vládní režim se mírně liberalizoval.
šéfredaktoři listu Pravda
- 1919–1925 Ibrahim Mulić
- 1925–1925 (č. 1–4), jiný název, Ibrahim Mulić
- 1925–1925 (č. 5–7), jiný název, Mahmud Behmen
- 1925–1926 (od č. 8 1925 do č. 3 1926), jiný název, Fehim Spaho
- 1926–1928 (od č. 6) Fehim Spaho
- 1928–1929 (od č. 17 do č. 1) Alija Hodžić
- 1936–1937 (do č. 44) dr. Mahmud Behmen
- 1937–1937 (č. 45–47) dr. Šefkija Behmen
- 1937–1941 (od č. 48) dr. Mehmed Muhar